# 罗摩衍那水上乐园
| 罗摩衍那水上乐园 泰語：                                           |                                              |
|                                                                   |                                              |
| 坐标系: 12°45′04.59″N 100°57′45.66″E / 12.7512750°N 100.9626833°E |                                              |
| 国家：                                                            | 泰王国                                       |
| 地點：                                                            | 芭堤雅, 春武里府                             |
| 开业时间：                                                        | 2016年5月5日                                 |
| 开放季节：                                                        | 全年开放                                     |
| 营业时间：                                                        | 每天上午10点到下午6点                        |
| 面积：                                                            | 45英亩 (184,000平方米)                       |
| 泳池：                                                            | 3个泳池                                      |
| 娱乐项目：                                                        | 21个                                         |
| 網站：                                                            | ramayanawaterpark.com （页面存档备份，存于） |
| 定位                                                              |                                              |
| 计划                                                              |                                              |
| 整体景观                                                          |                                              |

罗摩衍那水上乐园  是一座位于泰国春武里府的水上乐园，距离曼谷1个半小时车程，位于芭提雅市向南15公里。是东南亚最大的主题水上乐园。

## 历史
罗摩衍那水上乐园项目于2011年启动，并于2011年11月举行奠基仪式。
该项目斥资17亿，并于2016年5月完成。2016年5月5日正式开园运营。

## 乐园概述
占地面积超过18公顷（45英亩／100莱）的罗摩衍那是亚洲最大的水上乐园之一。该乐园每日运营时间为早上10点至下午6点。罗摩衍那水上乐园距离芭缇雅市中心约20公里，比邻七珍佛山，紧挨银湖葡萄园。

## 精彩的水上项目
罗摩衍那水上乐园拥有21个水上滑道，其中有的滑道相当独特，比如两个可以互动的滑道（其中一个滑道的直径长达6米）。还有一个叫做环形过山滑道（Aquacoaster）的冲击滑道可以利用有力的水柱将游客推进上下7次，并且拥有两个滑道可以允许两组玩者同时体验惊险刺激。另外我们还拥有一个别致的入河滑道，可以通过滑道直接滑入慵懒之河。罗摩衍那的21个水上滑道为大家提供了充满变化和挑战的惊险滑道（比如自由落体和环行滑道，这两个滑道需要游客在发射舱中出发），竞赛滑道（比如四个皮垫滑道和两个过山滑道），漂流滑道（比如巨蟒和水蟒两组滑道）和一个冲天滑道，还有其它较为轻缓的选择比如蛇形滑道和螺旋滑道或者入河滑道。所有的滑道设备均由来自加拿大的白水西部公司提供。

长达600米的慵懒之河拥有波浪、水泡和瀑布，带着游客绕着小山惬意漂流。该主题公园还可以让游客领略到一座拥有洞穴、雕塑和其他遗址的古老并被长久以往的城市。这些主题设计均由ATECH公司提供，这是一家专业的设计公司，为很多闻名世界的公园做过设计，包括香港迪士尼乐园和信不信由你博物馆。罗摩衍那的双倍造浪池拥有150米长的岸线，一部分可以使用救生圈而另一部分则不需要。除此之外我们还有一个和水中酒吧一体的放松泳池和一个60米长的运动泳池。
罗摩衍那水上乐园有两个儿童专区，他们也是这座乐园的别致之处。儿童溅浪乐园拥有变化的喷头设施，专为低龄儿童设计。另一个拥有滑道、水上游戏和攀登的区域是专为稍大点儿的孩子设计。孩子们不仅可以体验所有的泳池和慵懒之河，还可以玩一些陆上项目，比如洞穴或迷宫。
罗摩衍那拥有9个私人水井为全园提供优质饮用水，这些水井的过滤系统均来自滨特尔和Wayfit公司。而且罗摩衍那拥有超过100位的专业救生员。

## 陆上项目
罗摩衍那水上乐园同时还有很多陆上项目，比如天然湖泊旁的水上市场，一座独特雕像，一条可以沿河散步的天然河道，一片沙地运动场，瀑布，还能偶遇真正的大象。青山绿水环绕在罗摩衍那水上乐园的四周（与银湖葡萄园比邻），为游客提供清新舒畅的自然环境。

## 其它特色
- 罗摩衍那水上乐园拥有一个可以提供近100种世界各地美食的餐厅，还有一个儿童专属餐厅，同时拥有可以提供品种繁多的咖啡、冰淇淋和鸡尾酒的酒吧。
- 近40个私人茅屋可供租用，公园还提供寄物柜和浴巾的日租服务。
- 一家零售专卖店，在这里可以买到泳衣、防晒霜、浴巾、衣服以及纪念品。
- 罗摩衍那水上乐园还有泰式按摩服务以及免费的无线网。
- 园内所有的消费比如饮食或者按摩都可以通过无现金支付系统完成，方便快捷。